# ¿Dónde Estás Corazón?
„¿Dónde Estás Corazón?”(în spaniolă: Unde ești, iubire?) este un cântec al cântăreței columbiene Shakira, lansat inițial ca un single în
1995.

## Informații despre cântec
Acest cântec a apărut inițial pe un album compilat numit Nuestro Rock (Rockul nostru),l-a lansat în țara ei natală, Columbia. Acest cântec s-a dovedit a fi făcut un album întreg,și un videoclip a fost filmat pentru piesă,în regia lui Oscar Torres Azula și Julian. Acest lucru a însemnat o descoperire în Columbia.Datorită succesului acestui cântec, Sony Music i-a dat posibilitatea de a înregistra și a lansa un nou album. Piesa a fost pusă pe albumul Pies Descalzos a cincea, când a fost re-lansată în 1996 în America Latină. Piesa a fost remixată pe The Remixers (1997) și a fost prezentată la cea mai mare afișare de CD `Grandes Éxitos~ (2002).

## Videoclip
Primul videoclip muzical a fost regizat de Oscar Azula Torres și Julian. Acest film prezenta pe Shakira efectuând un dans în negru și alb, și mai târziu, un dans cu o rochie de argint. Acest film a avut premiera în Columbia.
Alt videoclip muzical a fost în regia lui Gustavo Garzón, prezintă diferite scene cu Shakira, stând pe un scaun roșu, cântând în ploaie, și arată alte persoane în scene diferite.